# 4476 Bernstein
A 4476 Bernstein (ideiglenes jelöléssel 1983 DE) a Naprendszer kisbolygóövében található aszteroida. Edward L. G. Bowell fedezte fel 1983. február 19-én.